# Magyarország a 2008-as junior atlétikai világbajnokságon
Magyarország a lengyelországi Bydgoszczban megrendezett 2008-as junior atlétikai világbajnokság egyik részt vevő nemzete volt, 22 sportolóval képviseltette magát.

## Érmesek
| Érem      | Versenyző    | Versenyszám   | Dátum     |
| --------- | ------------ | ------------- | --------- |
| Bronzérem | Ozorai Jenny | Kalapácsvetés | július 9. |

## Eredmények

### Férfi
| Versenyző                                                  | Versenyszám        | Előfutam | Előfutam | Elődöntő | Elődöntő | Döntő    | Döntő    |
| Versenyző                                                  | Versenyszám        | Idő      | Hely.    | Idő      | Hely.    | Idő      | Helyezés |
| ---------------------------------------------------------- | ------------------ | -------- | -------- | -------- | -------- | -------- | -------- |
| Kovács Zoltán                                              | 400 m              | 48,25    | 5.       | kiesett  | kiesett  | kiesett  | kiesett  |
| Deák-Nagy Marcell                                          | 400 m              | 47,85    | 3.       | 47,43    | 4.       | kiesett  | kiesett  |
| Kállay Dániel                                              | 800 m              | 1:53,02  | 6.       | kiesett  | kiesett  | kiesett  | kiesett  |
| Baji Balázs                                                | 110 m gát          | 13,82    | 1.       | 13,62    | 3.       | 13,60    | 7.       |
| Koroknai Tibor                                             | 400 m gát          | 53,33    | 7.       | kiesett  | kiesett  | kiesett  | kiesett  |
| Godaish Martin Kovács Zoltán Lukács Máté Deák-Nagy Marcell | 4 × 400 m váltó    | 3:10,20  | 3.       |          |          | kiesett  | kiesett  |
| Helebrandt Máté                                            | 10 000 m gyaloglás |          |          |          |          | kizárták | kizárták |

| Versenyző        | Versenyszám   | Selejtező | Selejtező | Döntő    | Döntő    |
| Versenyző        | Versenyszám   | Eredmény  | Hely.     | Eredmény | Helyezés |
| ---------------- | ------------- | --------- | --------- | -------- | -------- |
| Fajoyomi Dávid   | Magasugrás    | 2,10 m    | 9.        | kiesett  | kiesett  |
| Szabó Dezső      | Rúdugrás      | 5,10 m    | 5.        | 5,30 m   | 4.       |
| Ecseki Dániel    | Távolugrás    | 7,55 m    | 4.        | 7,21 m   | 10.      |
| Petrovszki Tibor | Diszkoszvetés | 54,74 m   | 6.        | 56,41 m  | 8.       |
| Szabó Dániel     | Kalapácsvetés | 71,27 m   | 3.        | 73,56 m  | 6.       |
| Hudi Ákos        | Kalapácsvetés | 72,86 m   | 1.        | 73,31 m  | 7.       |

### Női
| Versenyző         | Versenyszám        | Előfutam | Előfutam | Elődöntő | Elődöntő | Döntő    | Döntő    |
| Versenyző         | Versenyszám        | Idő      | Hely.    | Idő      | Hely.    | Idő      | Helyezés |
| ----------------- | ------------------ | -------- | -------- | -------- | -------- | -------- | -------- |
| Zsigovics Natália | 400 m              | 54,67    | 3.       | 54,15    | 4.       | kiesett  | kiesett  |
| Farsang Evelin    | 400 m gát          | 61,57    | 7.       | kiesett  | kiesett  | kiesett  | kiesett  |
| Kriván Berta      | 10 000 m gyaloglás |          |          |          |          | 49:43,68 | 24.      |

| Versenyző     | Versenyszám   | Selejtező | Selejtező | Döntő    | Döntő     |
| Versenyző     | Versenyszám   | Eredmény  | Hely.     | Eredmény | Helyezés  |
| ------------- | ------------- | --------- | --------- | -------- | --------- |
| Szabó Barbara | Magasugrás    | 1,65 m    | 14.       | kiesett  | kiesett   |
| Végvári Dóra  | Távolugrás    | 6,05 m    | 7.        | 5,92 m   | 10.       |
| Márton Anita  | Súlylökés     | 15,73 m   | 4.        | 15,88 m  | 7.        |
| Márton Anita  | Diszkoszvetés | 50,20 m   | 3.        | 51,16 m  | 6.        |
| Ozorai Jenny  | Diszkoszvetés | 47,02 m   | 12.       | kiesett  | kiesett   |
| Ozorai Jenny  | Kalapácsvetés | 57,95 m   | 4.        | 60,80 m  | Bronzérem |
| Németh Eszter | Kalapácsvetés | 57,79 m   | 8.        | kiesett  | kiesett   |